# Ортогональна траєкторія
Ортогональні траєкторії — лінії, що перетинають задане сімейство кривих під прямим кутом. Якщо {\displaystyle y_{1}'} — кутовий коефіцієнт дотичної до ортогональної траєкторії, а {\displaystyle y_{2}'} — кутовий коефіцієнт дотичної до кривої даного сімейства, то {\displaystyle y_{1}'} і {\displaystyle y_{2}'} повинні в кожній точці відповідати умові ортогональності:
{\displaystyle y_{1}'=-{1 \over y_{2}'}}
Нехай у нас є сімейство кривих {\displaystyle g(x,y)=C}, де {\displaystyle C} — константа. Тоді ортогональні траєкторії можуть бути знайдені шляхом розв'язку системи диференціальних рівнянь:
{\displaystyle \nabla f(x,y)\cdot \nabla g(x,y)=0}
Використовуючи визначення градієнта, можна записати:
{\displaystyle \nabla f(x,y)=\left({\frac {\partial f}{\partial x}},{\frac {\partial f}{\partial y}}\right)}
Таким чином:
{\displaystyle \nabla f(x,y)\cdot \nabla g(x,y)=\left({\frac {\partial f}{\partial x}},{\frac {\partial f}{\partial y}}\right)\cdot \left({\frac {\partial g}{\partial x}},{\frac {\partial g}{\partial y}}\right)={\frac {\partial f}{\partial x}}\cdot {\frac {\partial g}{\partial x}}+{\frac {\partial f}{\partial y}}\cdot {\frac {\partial g}{\partial y}}=0}

## Приклади

Ортогональні траєкторії сімейства прямих ліній, що проходять через початок координат

Нехай у нас є сімейство прямих ліній, що проходять через початок координат, заданих рівнянням {\displaystyle y=kx}. Диференціюючи дане рівняння по змінній {\displaystyle x}, отримуємо:
{\displaystyle y'=k=const}
Виключимо параметр {\displaystyle k} із системи:
{\displaystyle ~\mathrm {{\begin{cases}y=kx\\y'=k\end{cases}}\Rightarrow y'={\frac {y}{x}}} }
Замінимо {\displaystyle y'} на {\displaystyle \left(-{\frac {1}{y'}}\right)}:
{\displaystyle -{\frac {1}{y'}}={\frac {y}{x}}\Rightarrow y'=-{\frac {x}{y}}\Rightarrow {\frac {dy}{dx}}=-{\frac {x}{y}}}
Ми отримали своєрідне диференціальне рівняння з перемінними. Інтегруючи, отримуємо:
{\displaystyle ydy=-xdx\Rightarrow \int {ydy}=-\int {xdx}\Rightarrow {\frac {x^{2}}{2}}+{\frac {y^{2}}{2}}=C}
Дане рівняння є ніщо інше, як рівняння кола радіуса {\displaystyle {\sqrt {2C}}}. Дійсно:
{\displaystyle R^{2}=2C\Rightarrow x^{2}+y^{2}=R^{2}}